# Inam
Inam, najpoznatije selo Karok Indijanaca koji su govorili dijalektom karakuka. Nalazilo se na rijeci Klamath na ili blizu ušća Clear Creeka u sjeverozapadnoj Kaliforniji. U njemu su se održavale godišnje ceremonije i Deerskin plesovi.
Taylor ga 1860. naziva E-nam.